# Отрадовка (Липецкая область)
Отрадовка — упразднённая деревня в Краснинском районе Липецкой области России. На момент упразднения входила в состав Краснинского сельсовета. В 1995 году включена в состав села Красногои исключена из учётных данных.

## География
Деревня находилась в северо-западной части Липецкой области, в лесостепной зоне, на левом берегу безымянного ручья (приток ручья Корытино). Ныне представляет собой улицу Отрадовка в юго-западной части села Красное.

### Климат
Климат характеризуются как умеренно континентальный, с умеренно холодной продолжительной зимой и тёплым летом. Средняя температура воздуха самого холодного месяца (января) — −9,5 °C; самого тёплого месяца (июля) — 19 °C. Вегетационный период длится в среднем 180 дней. Среднегодовое количество атмосферных осадков варьирует в пределах от 500 до 531 мм, из которых около 70 % выпадает в тёплый период в виде дождя.